# 汝窯

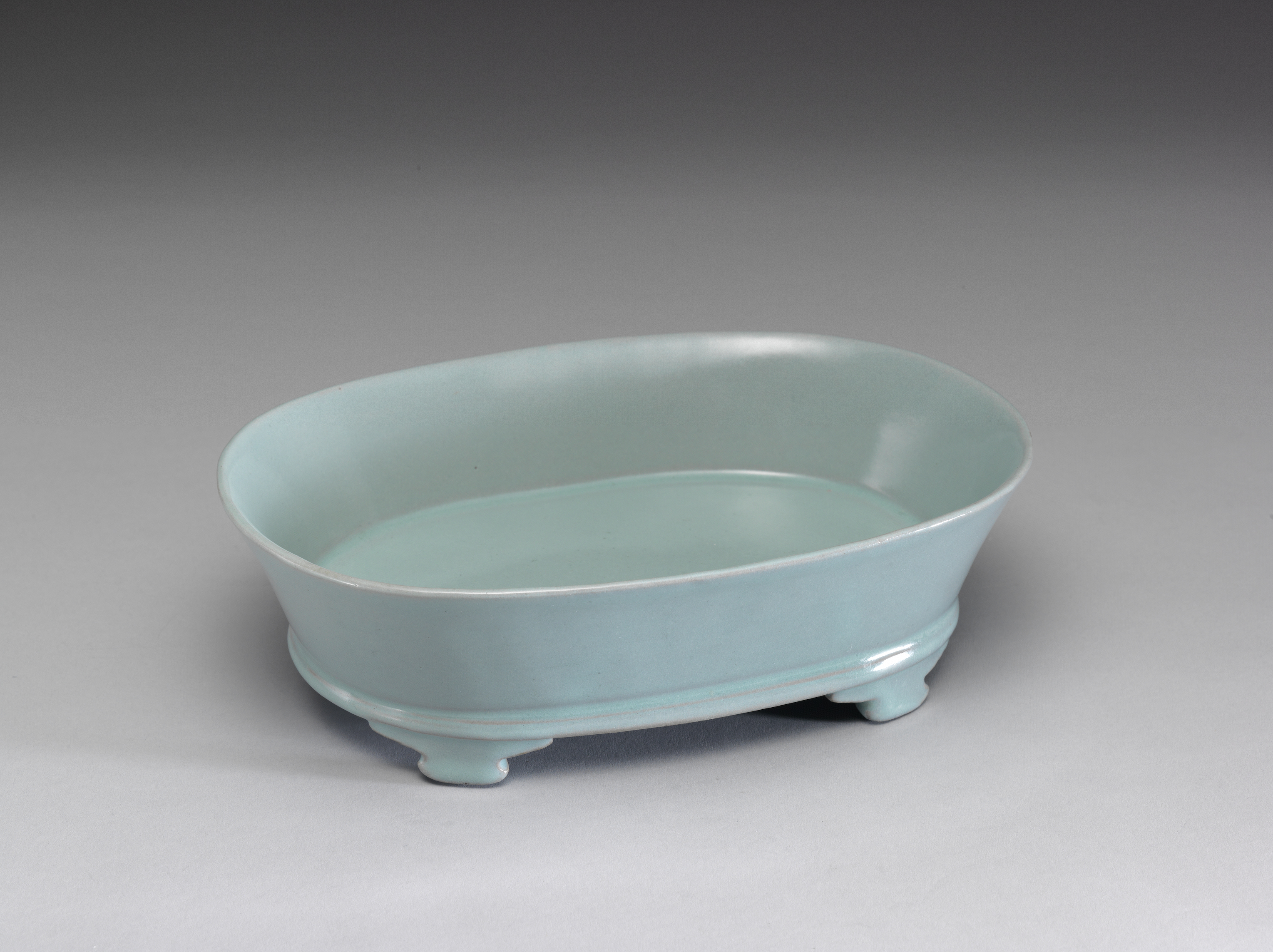
台北國立故宮博物院藏北宋汝窯青瓷無紋水仙盆

汝窯，中國古代窯廠，北宋時期在汝州創辦，並以其生產地命名。
北宋晚期，原為民間生產印花青瓷的汝窯被壟斷為官窯，專為宮廷燒製御用瓷器，因此汝窯包含汝官窯和汝民窯兩部分。汝官窯燒製的時間短暫，不久後就毀於宋金戰火，所以汝瓷極為罕見。南宋時期就有人感嘆其難得，後世更進一步將汝官窯列為北方青瓷之首、五大名窯之冠，故今天多以汝窯作為汝官窯的代稱。
20世紀後半葉以來，陸續有河南省寶豐縣清涼寺、汝州市張公巷和文廟等3處被認定為汝窯可能的窯址，其中清凉寺汝官窑遗址被定為第五批全国重点文物保护单位。
汝瓷为中国地理标志产品。保护范围为河南省汝州市现辖行政区域和宝丰县大营镇、肖旗乡、商酒务镇、赵庄乡、城关镇、杨庄镇、石桥镇、张八桥镇等8个乡镇现辖行政区域。

## 文獻紀載與發展歷程

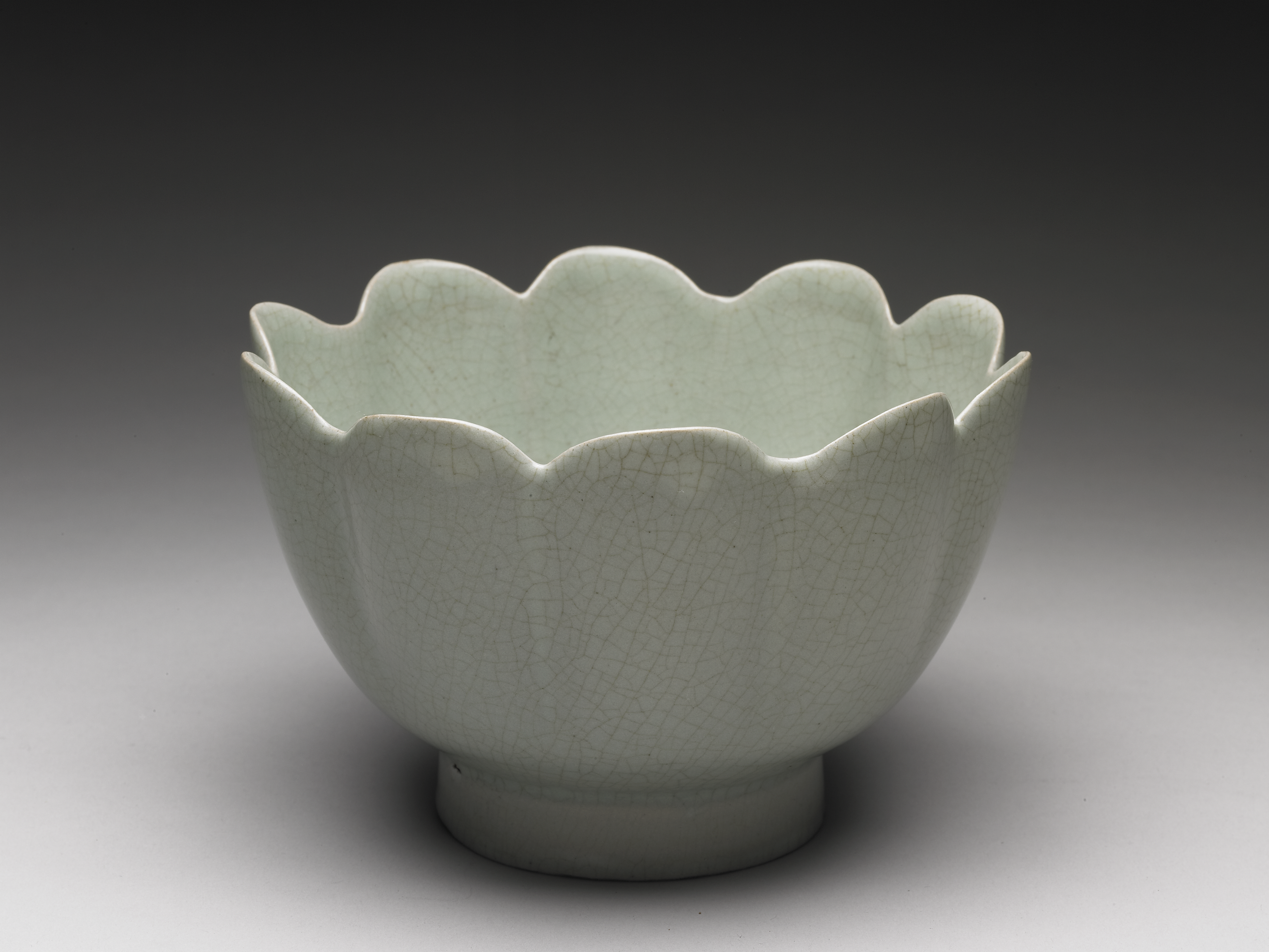
台北國立故宮博物院藏北宋汝窯青瓷蓮花式溫碗

宋朝的建立結束了五代十國的紛亂局面，帶來穩定的社會秩序。農業生產力復甦、手工製造業開始蓬勃發展，尤其以陶瓷業為最，在宋王朝達到了巔峰。在此背景下，陶瓷業競爭激烈，各名窯相繼活躍於舞台上，而為因應皇族的需求，北宋皇宮選定技術精湛的五大名窯「汝、鈞、官、哥、定」，由中央直權控制並派值官嚴格監製，民間不可使用。
其中汝窯以產地河南（故稱汝州）而聞名，而被譽為五大名窯之首的即是汝官窯，出土於河南寶豐縣清涼寺村。而汝官窯燒製貢瓷的時間前後約為二十年，從宋哲宗元祐元年到徽宗崇寧五年（1086－1106年）。南宋葉寘《坦齋筆衡》中記載:「本朝以定州白瓷有芒，不堪用，遂命汝州造青窑器，故河北、唐、邓、耀州悉有之，汝窑为魁。」汝窯專為宮廷燒製御用瓷器，規定民間禁燒。傳世的汝窯瓷器不足百件，可見其珍貴。而除了寶豐縣清涼寺為官窯外，其餘之窯口皆用作燒製民間之日用瓷。

## 价值

### 對後代瓷器的影響

#### 南宋與清朝時期的仿汝

台灣國立故宮博物院藏北宋汝窑青瓷洗（“奉华”铭）

北宋汝窯之天青、卵青、粉青瓷器之典範，經常成為後代瓷器仿製作品的對象，南宋官窯、元、明、清御窯等皆有仿製之作品，甚至影響部分高麗青瓷製作，其中又以清朝仿製為大，乾隆曾命唐英以汝窯為典範進行仿製。
建於北宋汝窯之後的南宋官窯，所生產的瓷器有很多是學習汝窯的，包含器底有小支釘，薄胎，追求滿釉，天青的釉色等。例如青瓷三足尊釉色，外型上就與汝窯相似，也有開片，但除了模仿以外還蓄意多層施釉，產生釉層開片堆疊的層次變化。
講到最喜愛汝窯的皇帝，非清朝乾隆皇帝莫屬。他收藏了很多汝窯的作品，而且多附有乾隆的御製詩。他還將鍾愛的陶瓷珍品繪成圖、編成冊，並加上親筆對作品的描述。除此以外，他亦要求自家的窯坊追求汝窯，把汝窯當作理想官窯的典範，如仿水仙盆。

#### 現代瓷器

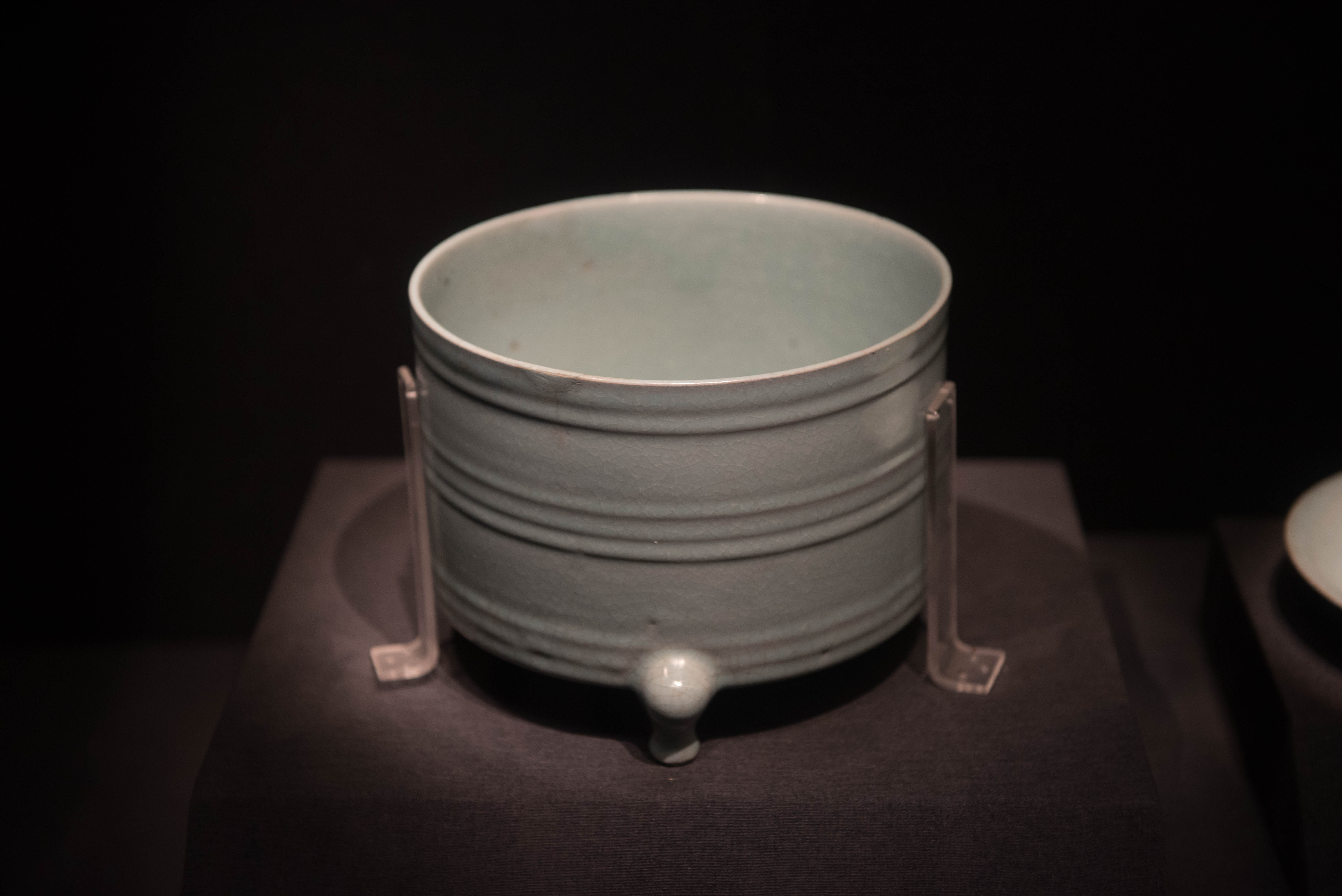
北京故宫博物院藏汝窑天青釉弦纹尊

現今常見仿汝窯作品分為三大類：一為台灣的模仿製品，二為中國大陸的仿製，三為界於哥窯及汝窯之間的青瓷仿汝。
在現代的瓷器製造上，有些會進行仿汝，並將之作為其作品的特色。開片部分，陶藝家透過控制釉料和胎土的冷熱收縮比例去達成不同的開片效果，在開片還沒完成的時候可以加以染色，強化開片的效果，把「瑕疵」放大，作為作品特殊的風格。支釘方面，現代仍然有陶藝家使用支釘，讓作品盡量滿釉。但即便有現代儀器的輔助以及陶藝家多年的經驗，還是會因為無法準確預估胎土燒造時的變化而出現許多失敗的作品。
另外，為了弘揚汝瓷文化，1950年代以來，中國河南當地政府十分關心恢復汝窯作品。經過政府的大力扶持，恢復宋代汝窯的工作取得了不小的成就，仿汝窯天青釉以及汝窯豆綠釉推版窯一次燒成獲得成功。但在1987年寶豐清涼寺汝官窯址發掘證實之前，所有仿汝作品均不知道汝窯燒製過程中釉內摻有瑪瑙，因此現代仿汝作品的內部結構與宋代汝窯有較大差異：宋代官汝為「寥若晨星」，新仿品則為「繁星密布」，而有「縱有家財萬貫，不如汝瓷一片」之說。

#### 其他

上海博物馆藏汝窑青瓷

汝窯更不只作為瓷器製作的榜樣，它的特色，尤其是開片的紋路，也影響了現代的建築。一些傳統建築把冰裂紋（開片的其中一種紋路）加在門窗、椅背、欄杆上，這在台灣林本源園邸中可以看到。

### 拍賣價值
金滅北宋后，汝窯也随之消亡。其開窯時間前后只有二十年，由於燒造時間短暫，傳世亦不多，在南宋時，汝窯瓷器已经非常稀有。流傳到今天的真品已不足百件，其中臺北國立故宮博物院21件，北京故宫17件，上海博物館8件，英国大维德中国艺术基金会（Percival David Foundation of Chinese Art）7件（現藏於大英博物館），其他散藏於美、日等博物館和私人收藏约10件，全世界收藏有汝窯瓷器的博物館不到十家。1992年一件直徑8厘米的汝窯小盤在纽约蘇富比拍賣行的一次拍賣會上以154萬美元成交。之后，在香港的一次拍賣會上，一件汝窯三牺尊更是創下5000萬港元的天價。2012年4月，日本藏家收藏的汝窯葵花洗以2.0786億港元刷新了宋瓷的拍賣纪錄。2017年10月，聯電名譽董事長曹興誠將其所珍藏的「北宋汝窯天青釉洗」於香港蘇富比拍賣會上，經過近三十口叫價，僵持近二十分鐘，最終以2億9430萬港幣的價格拍出，再次刷新中國瓷器拍賣價格在世界上的新紀錄。

## 特徵與生產工藝

### 釉色
汝窯之不凡在其釉色，釉色以天青為主要顏色，亦包含天藍、粉青、月白等色，有「雨過天青雲破處，這般顏色作將來」的美譽。
汝民窯的釉色則豐富多彩，不同釉色間有明顯的地域性，即同種釉色的汝瓷主要由某一地區所生產。

### 器形
從寶豐清涼寺汝窯遺址出土的汝官窯瓷片分析，器型主要有碗、盤、钵、瓶、洗、盞、水仙盆、尊、蓋等幾類。採用手拉坯的方法製作，技法熟練。
碗、盤為日常生活器皿，故造型簡單大方，僅以十瓣瓜棱形或蓮口式予以點綴，美觀實用。钵造型成斂口，下有凹圈足或矮圈足，小巧典雅，富有生趣。
瓶、洗兩類造型多樣，線條流暢。茶盞托造型講究，富於裝飾。而水仙盆分橢圓形和海棠式兩種，設計精巧，顯示了皇家的審美意趣。
汝民窯主要生產民間生活用瓷，造型多樣，採用多種裝飾技法。各窯口在裝飾方法和裝飾紋樣上各有其長處。

### 開片
傳世的汝官窯瓷大多器表有紋片，無紋片者極少見。汝瓷釉面的開片是在燒製過程中因為胎和釉的膨脹係數不一而出現的開裂紋片，這本來屬於瑕疵，但在文人眼裡卻成了藝術效果，皇宮貴族也相當崇尚。
關於開片，文獻紀載∶「有蟹爪紋者真，無紋者尤好」，目前公布的汝窯傳世品中，無紋片的只有一件，即是收藏於國立故宮博物院的青瓷無紋水仙盆。
由於汝窯以瑪瑙作為釉料，所以不管是冰狀紋片、淺開片或白色短紋片等，皆為魚鱗狀開片，沒有紋線較長的大開片，這是汝窯與其他瓷釉面開片不同的地方。

### 支釘
汝官窯施釉技法精湛，多採裹足支燒，支釘很小，因此有「芝麻支釘」之說，使器表和器底全施滿釉。另外也有少數採用墊餅墊燒法，器表和器底均施釉，圈足底則露胎無釉。
支釘的多少因器形大小而定，多者五個，少者三個，惟橢圓洗、海棠洗和水仙盆採用六支釘，四支釘者極為罕見。
汝民窯以墊餅燒製為主，少數為全滿釉支釘燒製。相較之下，汝民窯的支釘稍大，如綠豆瓣。

## 工藝原料
汝官窯的胎釉特徵、燒製工藝等與同時代的其他青瓷有著明顯的不同。其胎料所含的二氧化硅（SiO2）和氧化铝（Al2O3）偏高，胎土淘煉精細，土質細膩，胎骨堅致，呈香灰和淺灰色。胎體內有形狀和大小不一的氣泡，是手拉坯的自然現象。
釉層厚而潤澤，猶如堆脂，且胎釉結合緊密，施釉講究。汝州當地盛產瑪瑙石，汝官窯以瑪瑙作為釉料，釉色純正，更顯光亮瑩潤。如果在陽光下觀察，會發現釉內散布微弱的紅斑，是與其他瓷器迥然不同的特徵。

## 考古發現

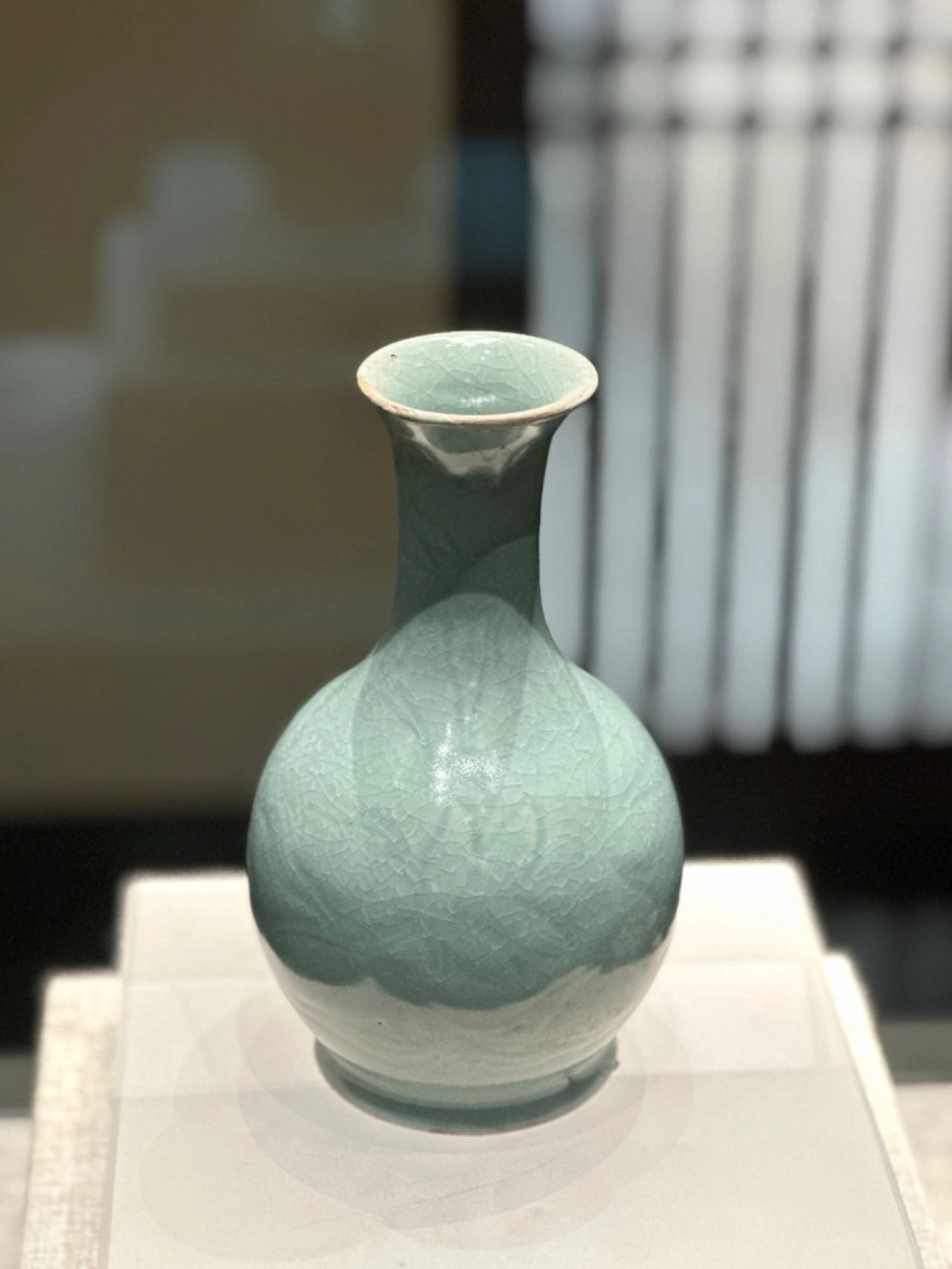
汝窯天蓝釉刻花鹅颈瓶，河南寶豐縣清凉寺汝官窑遗址出土

寶豐縣清涼寺作為北宋官窯燒製貢瓷的時間相當短暫，僅約20年的時間。歷代一直都對汝窯有著極高評價，卻對其生產窯址所知甚少，所以自20世紀50年代開始，考古人員就在河南臨汝一帶進行全面的考察，以嚴和店為中心先後對四十多處窯址進進行發掘。其中發現了由匣鉢、耐火磚等疊砌而成馬蹄窯爐，其結構由窯門、火堂、窯室、火道、煙囪幾部分組成。而在1986年考古人員對寶豐縣清涼寺村一處窯址出土的瓷片進行化驗，其化驗數據與台北國立故宮博物院所藏汝瓷的數據基本相同，在隨後的發掘中，通過對出土的窯具和瓷片的製作工藝、胎釉特徵等的鑑定，最終確定清涼寺窯址寶豐窯為北宋汝窯遺址，並在窯址中發現了一件完整的汝窯天藍釉刻花鵝頸瓶，這是存世汝窯瓷器中唯一一件來自考古發掘的器物，現存於河南省博物院。

## 名品介紹
- 北宋汝窯青瓷無紋水仙盆
- 北宋汝窯青瓷蓮花式溫碗
- 北宋汝窑青瓷洗（“奉华”铭）
- 汝窯天藍釉刻花鵝頸瓶